# Amphicarpaea bracteata
Amphicarpaea bracteata är en ärtväxtart som först beskrevs av Carl von Linné, och fick sitt nu gällande namn av Merritt Lyndon Fernald. Enligt Catalogue of Life ingår Amphicarpaea bracteata i släktet Amphicarpaea och familjen ärtväxter, men enligt Dyntaxa är tillhörigheten istället släktet Amphicarpaea och familjen ärtväxter. Arten har ej påträffats i Sverige.

## Underarter
Arten delas in i följande underarter:
- A. b. bracteata
- A. b. edgeworthii
- A. b. japonica

## Bildgalleri

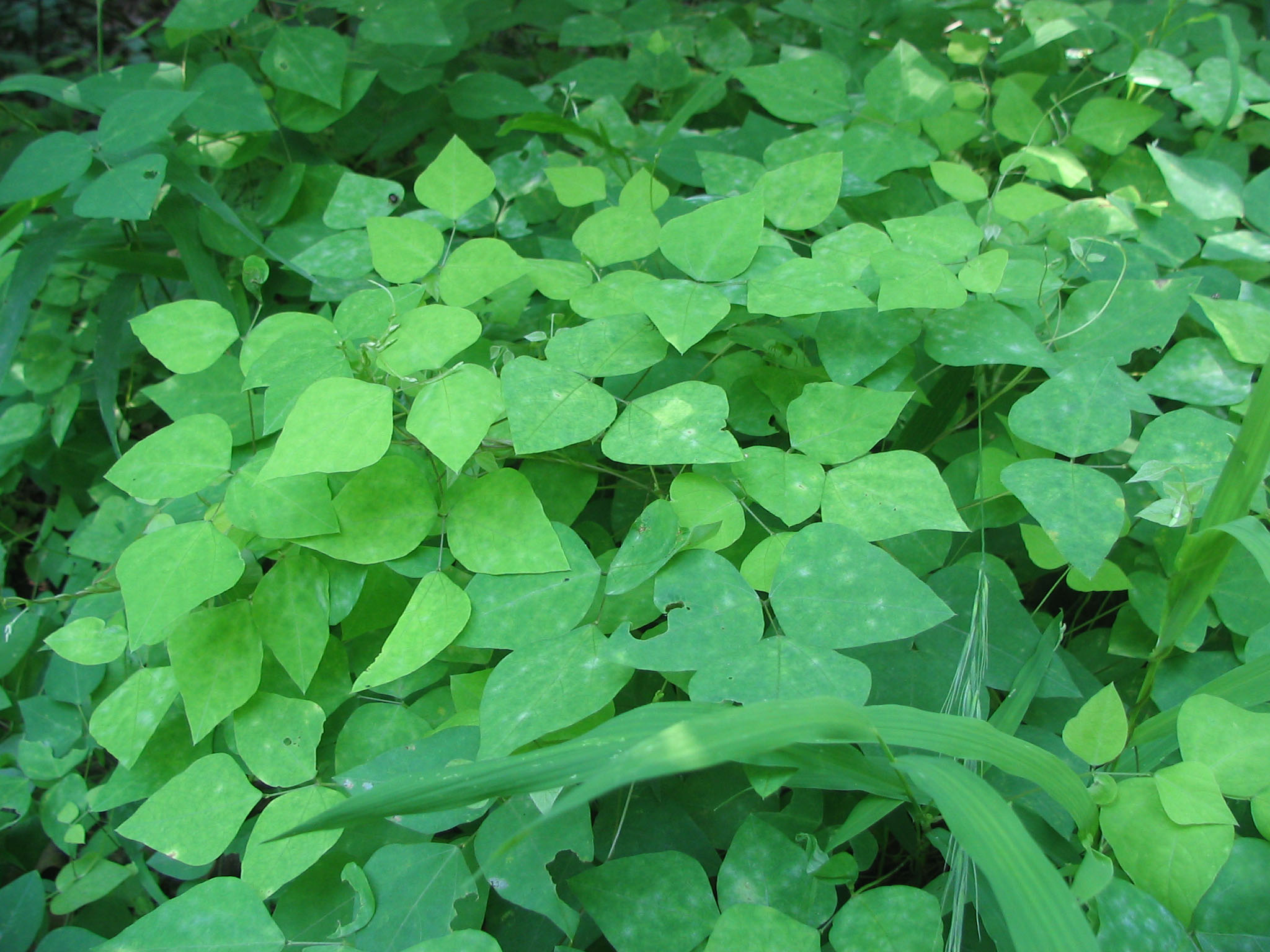
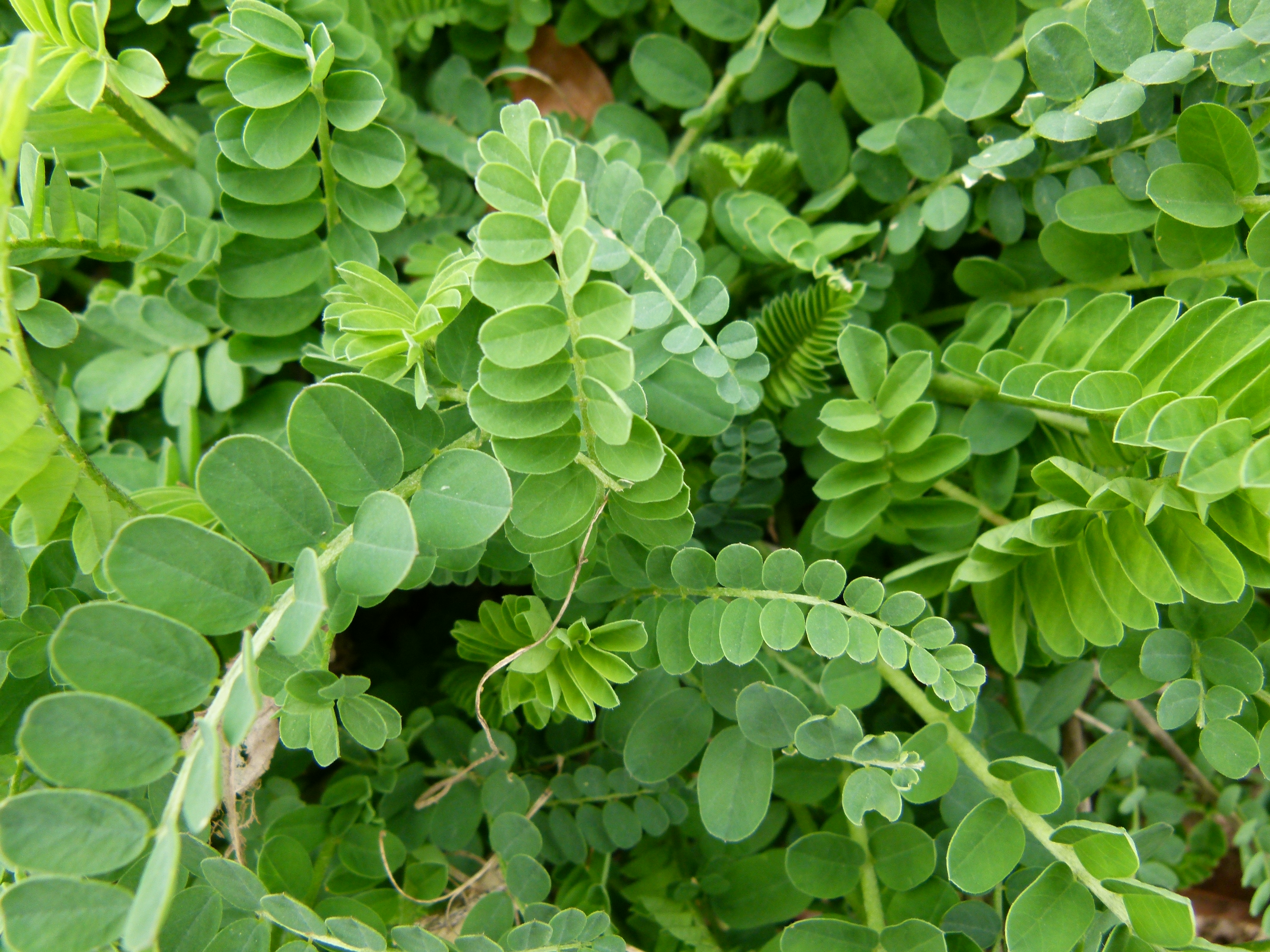